# Havelblick
Die Havelblick ist ein Fahrgastschiff, das auf den Berliner Gewässern eingesetzt wird.

## Geschichte
Das Schiff wurde 1914 unter der Baunummer 185 auf der Werft der Gebr. Wiemann in Brandenburg an der Havel gebaut. Der erste Eigentümer, Heinrich Kanter oder Kauter aus Berlin oder Alt-Drewitz, gab dem Dampfschlepper den Namen Werner. Die Werner war anfangs mit einer dreizylindrigen Dampfmaschine ausgestattet, die 75 PS leistete, hatte eine Länge von 31,5 Metern, eine Breite von 5,45 Metern und einen Tiefgang von 1,85 Metern. Im Januar 1922 wurde das Schiff laut Uwe Giesler nach Magdeburg verkauft und auf den Namen Tirpitz umgetauft, nach Groggert war der Verkauf aber schon 1915 und die Umbenennung 1918 erfolgt. Der neue Eigner hieß Julius Krümling; 1925 wechselte der Firmennamen zu „Reederei AG, vorm. Julius Krümling“. 1930 kam das Schiff nach Hamburg zu Ernst Runge, der es aber noch im selben Jahr an die ebenfalls in Hamburg ansässige NNVE-Reederei weitergab. Wiederum weniger Monate später, im Februar 1931, ging der Schlepper in den Besitz von Franz Betzin in Zerpenschleuse über.
Betzin machte das Schleppschiff im Jahr 1946 zum Fahrgastschiff mit einer Kapazität von 300 Fahrgästen. Die Maße des Schiffes werden in Uwe Gieslers Schiffsdatenbank nun mit 31,92 Metern Länge, 5,84 Metern Breite und 1,5 Metern Tiefgang angegeben; am Antrieb hatte sich bis zu dieser Zeit noch nichts geändert. Allerdings trug das Schiff nun den Namen Rheingold. 1947 erhielt das Schiff die Nationale Schiffskennung 3-104 und wurde kurzfristig von der Generaldirektion Binnenschiffahrt in den Dienst der BVG gestellt. Diese Phase dauerte aber nur vom 15. Juni 1947 bis zum November desselben Jahres. 1953 gehörte Franz Betzin zum Reederverband der Westberliner Personenschiffahrt e. V. und durfte mit seiner Rheingold nach wie vor 300 Personen befördern.
Laut Uwe Giesler wurde das Schiff 1957, technisch unverändert, an Walter Haupt in West-Berlin verkauft. Es behielt seinen Namen Rheingold bis zum Jahr 1959, in dem es umgebaut, mit einem MAK-Dieselmotor ausgestattet und auf den Namen See-Haupt oder Seehaupt umgetauft wurde. Groggert gibt zwar nicht an, in welchem Jahr das Schiff den Besitzer wechselte, erklärt aber, dass Walter Haupt das Motorschiff ab dem 10. Mai 1959 betrieb, und spekuliert darüber, ob Walter Haupt sich bei der Namensfindung von dem bayerischen Fahrgastschiff Seeshaupt inspirieren ließ. Es existieren Aufnahmen, auf denen zu erkennen ist, dass der Schiffsname zumindest zeitweise mit einem Bindestrich geschrieben wurde.
Laut dem Historischen Marinearchiv hatte der neu eingebaute Motor eine Leistung von 390 PS, laut Giesler leistete er 220 PS. Das Schiff war nach dem Umbau laut Giesler 35 Meter lang.
1972 kam das Schiff, nunmehr mit einer Zulassung für den Transport von 250 Personen, laut Giesler zur Reederei Bethke und wurde auf den Namen Reinickendorf umgetauft. Im Jahr 1979 erfolgte, so Giesler, ein neuer Eignerwechsel und ein weiterer Umbau. Unter Alfred Turczer wurde die Reinickendorf auf 35,94 Meter verlängert. 1986 kam das Schiff laut Uwe Giesler wieder zurück zur Reederei Bethke. Laut Kurt Groggert fuhr es aber in der Saison 1987 ein letztes Mal für Alfred Turczer. Damals sei das Schiff 36,02 Meter lang und 5,8 Meter breit gewesen und habe noch 300 Personen befördern dürfen. Turczer, der 1988 nicht mehr aktiv war, betrieb 1987 außer der Reinickendorf auch noch das bei Stauf gebaute Schiff Tegel, das 1988 als Charter-Perle an Günter Taube ging.
Dieter Schubert gab im Jahr 2000 an, das Schiff sei genau 36 Meter lang und 5,60 Meter breit, habe einen Tiefgang von 1,30 Metern und eine 220-PS-Maschine. Damals war die Reinickendorf noch für 200 Fahrgäste zugelassen und eines von fünf Schiffen der Reederei Bethke. Das größte Bethke-Schiff war damals die Berlin, außerdem fuhren noch die Baden-Baden, die Fürstenberg und die Viktoria für die Reederei, die später auf Marcus Bethke und Simone Bethke aufgeteilt wurde. Schubert erwähnte in seinem Buch aus dem Jahr 2000 keine Umbauten; 2007 listete das Ehepaar Schubert dagegen Umbauten in den Jahren 1959, 1972, 1976, 1979 und 1986 auf, allerdings ohne Angabe weiterer Details. Groggert dagegen präzisierte: „Der für die Schiffswerft Gebr. Wiemann typische gerade Dampfersteven verschwand erst im Winter 1985/86.“
2008 wurde die Höchstzahl der Fahrgäste auf 199 reduziert. Im Jahr 2023 übernahm die Reederei Lüdicke, Inhaber Hendrik Prössel-Jürgensen mit Sitz in Berlin-Spandau das Schiff und brachte es nach grundlegender Modernisierung unter dem Namen Havelblick in Fahrt.